# Hyalinobatrachium mesai
Hyalinobatrachium mesai es una especie de anfibio anuro de la familia Centrolenidae.

## Distribución geográfica
Esta especie es endémica del estado de Bolívar en Venezuela. Se encuentra a 420 m sobre el nivel del mar en la ladera sur del tepuy Sarisariñama.

## Publicación original
- Barrio-Amorós & Brewer-Carias, 2008: Herpetological results of the 2002 expedition to Sarisariñama, a tepui in Venezuelan Guayana, with the description of five new species. Zootaxa, n.º 1942, p. 1-68.[5]